# شکرآب (اردبیل)
شکرآب روستایی است که در استان اردبیل، شهرستان گرمی، بخش مرکزی، دهستان اجارود شمالی قرار دارد.

## جمعیت
بر اساس سرشماری سال ۱۳۸۵ جمعیت این روستا ۳۹۴ نفر با ۷۴ خانوار بوده‌است. اما طبق سرشماری که در سال ۱۳۹۵ انجام شد جمعیت این روستا به ۳۱۱ نفر کاهش یافت و تعداد خانوار به ۸۵ خانوار رسید.